# Zaquia Jorge
Zaquia Jorge (Silva Jardim, 6 de janeiro de 1924 — Rio de Janeiro, 22 de abril de 1957) foi uma vedete e atriz do teatro de revista brasileira.
Em Madureira, tornou-se proprietária do único teatro de rebolado do subúrbio carioca, o Teatro de Revista Madureira, no final do ano 1950). Era conhecida como a "Estrela do Subúrbio" e "Vedete de Madureira".
Sua ascensão profissional foi interrompida quando ela, quando estava com as amigas na praia da Barra da Tijuca, no Rio de Janeiro, em 22 de abril de 1957, se afogou num banho até ficar inconsciente e morrer, com apenas 33 anos de idade. Ela morreu depois de gravar sua participação no filme A Baronesa Transviada, de Watson Macedo, lançado no mesmo ano.
Sua morte, pela grande repercussão causada entre os fãs da atriz, inspirou o samba "Madureira Chorou", de Carvalhinho e Júlio Monteiro, gravada por Joel de Almeida, que se tornou um grande sucesso no Carnaval de 1958, pelo clima de comoção que expressou a música, e o carisma da atriz homenageada. Em 1975, foi homenageada pelo Império Serrano com o enredo "Zaquia Jorge, a Vedete do Subúrbio, Estrela de Madureira", cujo samba-enredo vencedor do concurso interno da escola de samba foi composto por Avarese. No entanto, o samba da parceria de Acyr Pimentel e Cardoso, que foi um dos sambas derrotados naquela eliminatória, acabou sendo gravado após o Carnaval por Roberto Ribeiro, sob o título "Estrela de Madureira", e acabou fazendo mais sucesso do que o samba que efetivamente foi para a avenida.

## Filmografia
| Ano  | Título                  | Personagem  |
| ---- | ----------------------- | ----------- |
| 1946 | Sob a Luz do Meu Bairro |             |
| 1946 | Fantasma por Acaso      |             |
| 1946 | Caídos do Céu           | Amante      |
| 1949 | Pinguinho de Gente      | Baiana      |
| 1950 | A Serra da Aventura     |             |
| 1951 | Aguenta Firme, Isidoro  |             |
| 1957 | A Baronesa Transviada   | Suely Borel |